# Кирибатийско-российские отношения
Кирибатийско-российские отношения — двусторонние дипломатические отношения между Кирибати и Россией.  

## История
Государства установили дипломатические отношения 5 сентября 1990 года.

## Попытка создания виртуального государства

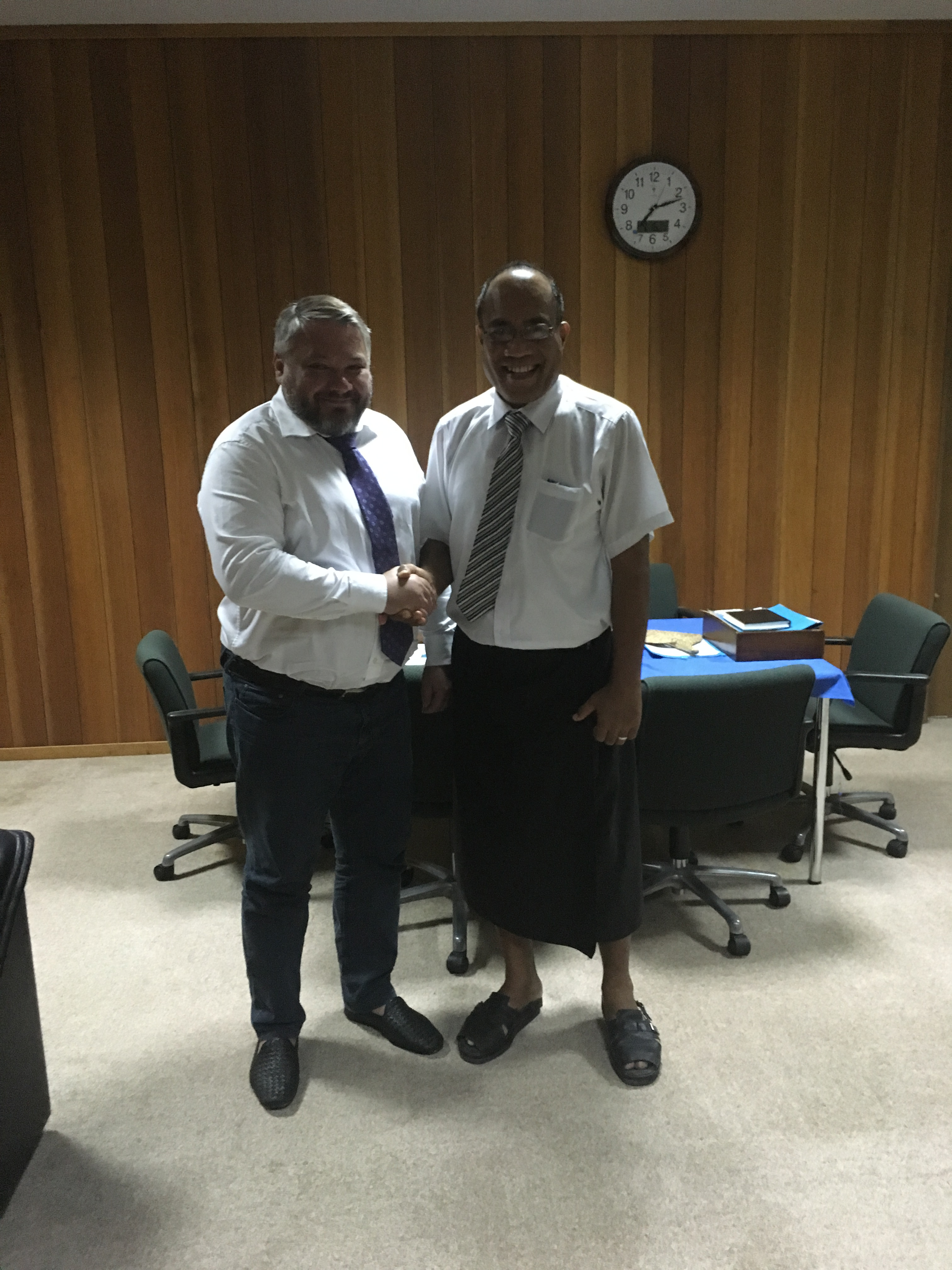
Антон Баков и президент Кирибати Танети Маамау во время переговоров

В 2017 году российский бизнесмен и политик Антон Баков, лидер Монархической партии России, предложил правительству Кирибати инвестировать 350 млн $ в строительство туристического курорта. Сделка будет включать в себя суверенные права на три необитаемых в восточной цепи страны острова — острова Молден, Старбак и Каролайн — с целью переустановления династии Романовых, которая была свергнута в 1917 году. Баков хотел создать собственное виртуальное государство — Романовскую Империю — и построить необходимую инфраструктуру для бизнеса и туризма.
Первым с властями Кирибати связался сын бизнесмена Михаил: в конце 2015 года он представил правительству инвестиционный план своего отца. По оценкам Антона Бакова, реализация проектов по развитию островов займёт от 10 до 15 лет, для их освоения наймут до тысячи жителей республики. В инвестиционный план Бакова входили строительство на островах воздушных и морских портов, солнечных электростанций, опреснительных установок, больниц, школ, жилья для сотрудников. Основными экономическими объектами на островах должны были стать экологичные отели и предприятия по переработке рыбы. Предполагалось также развитие тропического сельского хозяйства и создание собственного Российского имперского университета. Тогда политик пеерехал из Екатеринбурга в Кирибати.
Однако власти Кирибати отказались передать несколько островов на воссоздание Российской империи в Тихом океане, и проект пришлось заморозить. В интервью «Новой газете» в октябре 2017 года Баков сообщил о том, что переговоры в Кирибати были саботированы местной оппозицией, которая настроила население против проекта при первоначальном согласии с ним государственного руководства.
Первые переговоры с властями Кирибати прошли ещё в 2015 году, в мае 2016 года Баков лично посетил республику, где встретился с её президентом Танети Маамау и членами правительства.